# Lars Dahle
Lars Nilssøn Dahle, född 7 december 1843, död 20 februari 1925, var en norsk missionär.
Dahle verkade i Norska missionssällskapets tjänst på Madagaskar 1870-1887 och var därefter sällskapets sekreterare fram till 1920. Dahle var antropologiskt intresserad, och har givit värdefulla bidrag till kunskaperna om Madagaskars religion och folkseder. Mot slutet av sitt liv utgav han det instruktiva arbetet Tilbakeblik på mit liv og særlig på mit missionsliv (3 band, 1922-23).